# Samsung Galaxy Tab 4 8.0
Samsung Galaxy Tab 4 8.0 là máy tính bảng 8-inch chạy hệ điều hành Android sản xuất và phân phối bởi Samsung Electronics.Nó thuộc thế hệ thứ tư của dòng Samsung Galaxy Tab series, bao gồm bản 7-inch và 10.1-inch, Galaxy Tab 4 7.0 và Galaxy Tab 4 10.1. Nó được công bố vào 01 tháng 4 năm 2014, và vẫn chưa được phát hành. Không giống như máy tính bảng 7-inch và 10.1 inch, Galaxy Tab 4 8.0 chỉ là phiên bản thứ hai trong các thiết bị 8 inch.

## Lịch sử
Galaxy Tab 4 8.0 được công bố vào 01 tháng 4 năm 2014. Nó được ra mắt cùng với Galaxy Tab 4 7.0 và Galaxy Tab 4 10.1 trước Mobile World Conference 2014.

## Tính năng
Galaxy Tab 4 8.0 được phát hành cùng với Android 4.4.2 KitKat. Samsung tùy biến giao diện người dùng với TouchWiz UX. Cùng với ứng dụng từ Google, bao gồm Google Play, Gmail và YouTube, cho phép truy cập vào ứng dụng của Samsung như ChatON, S Suggest, S Voice, S Translator, S Planner, Smart Remote, Smart Stay, Multi-Window, Group Play, và All Share Play.
Galaxy Tab 4 8.0 có bản WiFi, biến thể 3G & WiFi, và 4G/LTE & WiFi. Bộ nhớ trong 16 GB đến 32 GB tùy theo mẫu, với thẻ nhớ mở rộng microSDXC. Nó có màn hình 8-inch WXGA TFT với độ phân giải 1.280x800 pixel. Nó có máy ảnh trước 1.3 MP không flash và 3.0 MP AF máy ảnh chính. Nó có khả năng quay video HD.